# Bernd Stubbe
Bernd Stubbe, né le 9 février 1985 à Weener et résidant à Reede Ems en Basse-Saxe, est un pilote automobile allemand d'autocross.

## Biographie
Métallurgiste de formation, il est licencié au MSG Bremen-Nord. 
Il pilote un engin Super Buggy de 620 kilos construit par ses soins sur un châssis Reiger en 2010 et équipé d'un moteur Emming Volvo 2,4 L., au sein de son écurie Fast ans Speed.
Quintuple champion dans la catégorie reine de sa spécialité, il n'est devancé en nombre de titres européens que par son compatriote Willi Rösel, avec sept réalisations consécutives de 1979 à 1985.

## Palmarès
(Plus de 25 victoires en championnat continental)
- 2007: vice-champion d'Europe D3;
- 2008: Champion d'Europe D3 (dont une victoire à Saint-Igny-de-Vers);
- 2009: victoire à Saint-Igny-de-Vers[1] (pour seulement 2 courses  D3);
- 2010: 13e du championnat d'Europe D3 (victoire à Nyirad);
- 2011: Champion d'Europe D3 (victoires à Saint-Martin-Valmeroux, Bauska, Seelow, Cunewalde, Nova Paka, Prerov et Saint-Igny-de-Vers, soit 7 manches sur 9);
- 2012: Champion d'Europe D3 (victoires à Saint-Martin-Valmeroux, Seelow, Cunewalde, Nyirad, Prerov, Saint-Igny-de-Vers et Maggiora, soit 7 manches sur 9);
- 2013: Champion d'Europe D3 (victoires à Bauska, Saint-Georges-de-Montaigu, Nyirad,  Saint-Igny-de-Vers et Maggiora (soit 5 manches sur 7 disputées);
- 2014: Champion d'Europe D3 (victoires à Bauska, Nova Paka, Maggiora et Nyirad, soit 4 manches sur 9).